# Radu Tudoran
Radu Tudoran (pseudonimul literar a lui Nicolae Bogza; n. 8 martie 1911, Blejoi, România – d. 18 noiembrie 1992, București, România) a fost lingvist, traducător și prozator român, fratele cel mai mic al muzicianului Alexandru Bogza (1895 - 1973) și al scriitorului Geo Bogza (1908 - 1993), autorul unor romane de mare succes, printre care se numără și Un port la răsărit (1941, debutul său ca romancier) și celebrul Toate pânzele sus! (1954). Este și autorul ciclului de romane dedicat României secolului al XX-lea, Sfârșit de mileniu, traducător și reporter de presă în publicații interbelice și de după război.

## Biografie

### Familie, ani timpurii, educație
S-a născut în localitatea Blejoi, județul Prahova, la data de 8 martie 1910, pe numele său adevărat Nicolae Bogza, fiind fratele lui Geo Bogza și a muzicianului și filosofului Alexandru Bogza. Nostalgia puternică manifestată față de călătoria pe mări a moștenit-o probabil de la tatăl său, Alexandru Bogza, funcționar al marinei comerciale. După terminarea Liceului Militar de la Mănăstirea Dealu, în anul 1930, și, apoi, a Școlii Militare de Ofițeri de la Sibiu, în anul 1932, funcționează timp de șase ani (1932 - 1938), ca ofițer al Armatei Române.
Renunță la cariera militară în anul 1938, an în care debutează cu un reportaj în revista „Lumea românească”, condusă de Zaharia Stancu. Există, desigur, o relație evidentă între demisia sa din armată și primele sale reușite literare. Tot acum, își schimbă numele literar din Nicolae Bogza în Radu Tudoran, pentru a nu sugera nici un fel de legătură directă cu fratele său.
În 1940 i-a apărut prima carte, volumul de nuvele Orașul cu fete sărace. În anul următor (1941) îi apare Un port la răsărit, roman care evoca Basarabia și orașul-port Cetatea Albă, astfel că din motive politice, a trecut în conul de umbră al uitării odată cu venirea la putere a regimului comunist. Acest roman, scris cu eleganța firească a omului Radu Tudoran, analiza cu o luciditate necruțătoare lumea panslavistă aflată sub controlul rus-sovietic.

### Anii de civilie (1945-1992)
În timp ce fratele său, Geo Bogza, s-a descurcat cu abilitate în meandrele politice ale anilor 1945-1947, fiind favorabil comunismului, Radu Tudoran, mai puțin prudent sau mai inconștient (după punctele de vedere), a scris articole în care critica deopotrivă extremismul de dreapta și politica sovietică. Tot în această perioadă tulbure pentru România a continuat să scrie și să publice, a strâns bani, s-a stabilit la Brăila, și început construirea unei goelete cu care spera să plece în lume.
Spre sfârșitul anului 1947, când controlul sovieticilor asupra României deveni total, Radu Tudoran este total marginalizat. Conform spuselor sale, citat fiind dintr-un interviu acordat Marinei Spalas și publicat în Revista „Contemporanul” numărul 15 din 1992 : „După 1947 am fost înmormântat, nimeni n-a mai pomenit de mine decât dacă își mai aducea cineva aminte să-mi vâre o suliță în coaste.” Totuși, nu este supus prigoanei Securității sau închisorii. Aflat în dizgrație editorială, alege traducerile, în special din autori ruși și sovietici, ca mijloc de menținere a contactului cu literatura și ca mijloc de existență.
Revine pe scena literară cu un aparent anodin și inofensiv roman pentru tineret, socotit de unii critici literari „roman de consum” , anume Toate pînzele sus! publicat în anul 1954. Romanul, scris cu mare talent narativ și descriptiv, este puternic influențat de pasiunea pentru aventură a autorului și devine aproape instantaneu un succes răsunător la publicul de toate vârstele, aprinzând imaginația a milioane de tineri români pentru câteva generații.
Descrie călătoria pe care Radu Tudoran nu a mai putut să o facă în 1948. Modelul său de navigator l-a constituit Joshua Slocum⁠(d), aidoma căruia ar fi vrut să plece în jurul lumii. Deși propria sa goeletă rămăsese neterminată, succesul romanului a fost atât de mare încât goeleta „Speranța” (cum intenționa să o numească) a fost efectiv realizată în 1968, la comanda studioului cinematografic „București”, la șantierul naval din Tulcea și în rada portului Brăila, cu ajutorul uzinelor de utilaj greu „Progresul”, pentru turnajul filmului inspirat de roman: Toate pînzele sus! de Mircea Mureșan. În 1976, acesta a fost ecranizat pentru televiziune.
Radu Tudoran a trăit retras până la sfârșitul vieții sale, dar a publicat numeroase best-seller-uri. În 1977, numărul total al exemplarelor din cărțile sale – aproape fiecare reeditată de mai multe ori – depășea cu mult 1 500 000 de exemplare tipărite. Proiectul său cel mai ambițios din punct de vedere literar rămâne ciclul de șapte romane Sfârșit de mileniu, scris cu o transparență și o naturalețe atât de firească încât un cititor mai puțin experimentat nu va sesiza puterea și eleganța stilului ce l-au caracterizat pe Radu Tudoran încă de la publicarea romanului Un port la răsărit. Sfârșit de mileniu este o frescă complexă a societății românești a secolului XX, fiind ciclul căruia talentatul prozator i-a închinat toată puterea sa creatoare a ultimilor săi 20 de ani de viață.
A avut întotdeauna, printre femei, faima unui bărbat distins și cuceritor, inclusiv după vârsta de 60 de ani. În ultimul an al vieții a lucrat la al șaptelea roman din ciclul Sfârșit de mileniu, Sub zero grade, în care era vorba de perioada de ocupație sovietică, din 1944 și până în 1953.
A murit în dimineața zilei de 18 noiembrie 1992, la Spitalul Fundeni, din cauza unei boli a arterelor, după mai multe intervenții chirurgicale care n-au reușit să-l salveze. Fratele său mai mare, Geo Bogza, a murit un an mai târziu.

## Distincții
- Ordinul Muncii clasa a III-a (10 august 1964) „pentru merite deosebite în opera de construire a socialismului, cu prilejul celei de a XX-a aniversări a eliberării patriei”[7]

## Opere publicate

### Nuvele
- Orașul cu fete sărace (nuvele), București:, Editura Socec, 1940

### Romane
- Un port la răsărit (roman), București: Editura Socec, 1941, Editura Arta Grafică, 1991
- Anotimpuri, București: Editura Socec, 1943 (ediția a II-a, 1946; ediția a III-a, 1947; ediția a IV-a, București: Editura Albatros, 1974)
- Flăcări (carte), București: Editura Forum (Tipografia „Cartea de Aur”), 1945 (ediția a II-a, 1947; ediția a III-a, București: Editura Socec, 1948; ediția a IV-a, București: Editura Tineretului, 1958; ediția a V-a, cu titlul Flăcările, București: Editura Minerva, 1971; ediția a VI-a, cu titlul Flăcările, București: Editura Eminescu, 1983)
- Purcelul care a ajuns boier, (roman pentru copii și tineret), București: Tipografia „Pro-Pace”, 1945
- Ferma „Coțofana veselă”, (roman pentru copii și tineret), Craiova: Tipografia „Scrisul Românesc”, 1946
- Întoarcerea fiului risipitor, București: Editura Socec, 1947 (ediția a II-a, București: Editura Minerva, 1970; ediția a III-a, 1971; ediția a IV-a, 1974; ediția a V-a, București: Editura Eminescu, 1984)
- Toate pînzele sus! (roman), București: 1954 (ediția a II-a, revizuită și adăugită, București: Editura Tineretului, colecția „Cutezătorii”, 1957; ediția a III-a, 1961; ediția a IV-a, 1964; ediția a V-a, 1967; ediția a VI-a, în 2 volume, cu o postfață a autorului, București: Editura Minerva, 1973; ediția a VII-a, cu o prefață a autorului, București: Editura Ion Creangă, 1980)
- Ultima poveste, București: Editura Tineretului, 1956 (ilustrații de Coca Crețoiu Seinescu) (ediția a II-a, 1964; ediția a III-a, București: Editura Ion Creangă, 1973)
- Dunărea revărsată, București: Editura pentru Literatură, 1961 (ediția a II-a, 1963; ediția a III-a, 1967; ediția a IV-a, București: Editura Minerva, 1977)
- O lume întreagă, București: Editura Tineretului, 1964 (ediția a II-a, 1969)
- Al treilea pol al Pămîntului, București: Editura Ion Creangă, 1971
- Maria și marea, București: Editura Albatros, 1973, Editura Arta Grafică, 1992
- Acea fată frumoasă, București: Editura Cartea Românească, 1975

### Ciclul de romaneSfârșit de mileniu
Ciclul Sfârșit de mileniu se compune din șapte romane:
1. Casa domnului Alcibiade, București: Editura Cartea Românească, 1978
2. Retragerea fără torțe, București: Editura Eminescu, 1982
3. Ieșirea la mare, București: Editura Eminescu, 1984
4. Victoria neînaripată, București: Editura Eminescu, 1985
5. Privighetoarea de ziuă, București: Editura Eminescu, 1986
6. O sută una lovituri de tun, București: Editura Eminescu, 1989
7. Sub zero grade, București, Editura Arta Grafică, 1994 (postum)

### Impresii de călătorie
- Al optzeci și doilea, București: Editura pentru Literatură, 1966 (despre o călătorie pe ocean cu traulerul „Constanța”)
- Regiunea Galati, București: Editura Meridiane, 1967
- Oglinda retrovizoare, 1970 (despre Italia)
- La nord de noi înșine, București: Editura Eminescu, 1979
- Frumoasa adormită (carte), București: Editura Eminescu, 1981 (despre Statele Unite ale Americii )
- Viata mea Bucuresti Editura Tudoran ,1981

## Traduceri
A tradus singur sau în colaborare din: Alexander Bek⁠(d), Charles Darwin, Aleksandr Fadeev, Ivan Goncearov, I. Listenov, N. Nikitin, L. Platov, Boleslaw Prus, Anatoli Rîbakov, Tihon Semușkin, Manaf Suleimanov, Aleksei Nikolaevici Tolstoi, Jules Verne, Vitali Zakrutkin, Antonín Zápotocký.